# Titularbistum Mariana in Corsica
Mariana in Corsica ist ein Titularbistum der römisch-katholischen Kirche.
Es geht zurück auf einen untergegangenen Bischofssitz in der gleichnamigen antiken Stadt auf Korsika, der der Kirchenprovinz Genua angehörte.
| Titularbischöfe von Mariana in Corsica |                  |                                |               |                    |
| Nr.                                    | Name             | Amt                            | von           | bis                |
| 1                                      | Giacomo Lanzetti | Weihbischof in Turin (Italien) | 21. Juni 2002 | 29. September 2006 |
| 2                                      | Paolo De Nicolò  | Kurienbischof                  | 24. Mai 2008  |                    |